# Jüdische Gemeinde Dettensee
Eine Jüdische Gemeinde in Dettensee, einem Stadtteil von Horb am Neckar im Landkreis Freudenstadt im nördlichen Baden-Württemberg,
bestand seit dem 17. Jahrhundert. Die jüdische Gemeinde existierte bis zum Ende des 19. Jahrhunderts.

## Geschichte

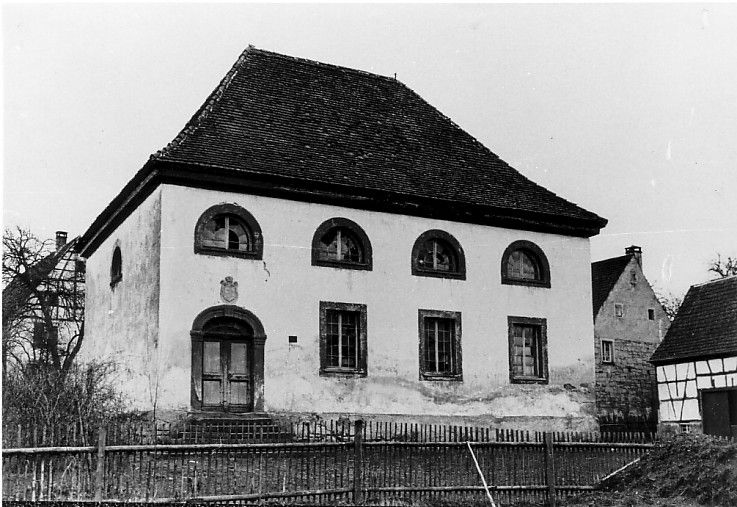
Synagoge in Dettensee

Erstmals werden 1579/80 und dann wieder 1688 jüdische Einwohner genannt. Im Jahr 1764 lebten 23 jüdische Familien in Dettensee. Fast alle jüdischen Haushaltsvorstände waren Händler, die mit Vieh, Pferden, Leder, Fellen, Betten, Kurzwaren, Kesseln u. a. handelten. Die jüdischen Familien lebten in ärmlichen Verhältnissen und erst in der Mitte des 19. Jahrhunderts verbesserten sich ihre Einkommensverhältnisse. Durch Ab- und Auswanderung ging die Zahl der Gemeindemitglieder bis 1900 schnell zurück, sodass kein jüdisches Gemeindeleben mehr möglich war.
Ab den 1830er Jahren konnten die jüdischen Familien auch außerhalb der für sie bestimmten herrschaftlichen Gebäude im Ort wohnen In der Neuneckstraße 17 war das jüdische Gasthaus Sonne. Ein rituelles Bad (Mikwe) befand sich vermutlich bei der Synagoge und ein eigener Friedhof wurde 1830 errichtet.
Von 1826 bis 1902 bestand eine jüdische Elementarschule (Volksschule), für die ein Lehrer angestellt war. Dieser war zugleich als Vorbeter und Schochet tätig.
Von 1822 bis 1836 hatte Dettensee mit Marx Hirsch einen eigenen Rabbiner. Danach gehörte die Gemeinde zum Rabbinat Haigerloch.

## Gemeindeentwicklung
| Jahr | Gemeindemitglieder |
| ---- | ------------------ |
| 1764 | 23 Familien        |
| 1809 | 126 Personen       |
| 1830 | 173 Personen       |
| 1890 | 100 Personen       |
| 1898 | 48 Personen        |
| 1904 | 8 Personen         |
| 1907 | 4 Personen         |
| 1933 | 2 Personen         |

## Nationalsozialistische Verfolgung
Im Jahr 1933 waren nur noch Hermann Hirsch († 1. Juli 1934) und seine Schwester Luise Hirsch in Dettensee wohnhaft. Luise Hirsch wurde 1942 über Oberstotzingen nach Theresienstadt deportiert und dann nach Maly Trostinec, wo sie ermordet wurde.
Das Gedenkbuch des Bundesarchivs verzeichnet zwölf in Dettensee geborene jüdische Bürger, die dem Völkermord des nationalsozialistischen Regimes zum Opfer fielen.